# Uppsala möte

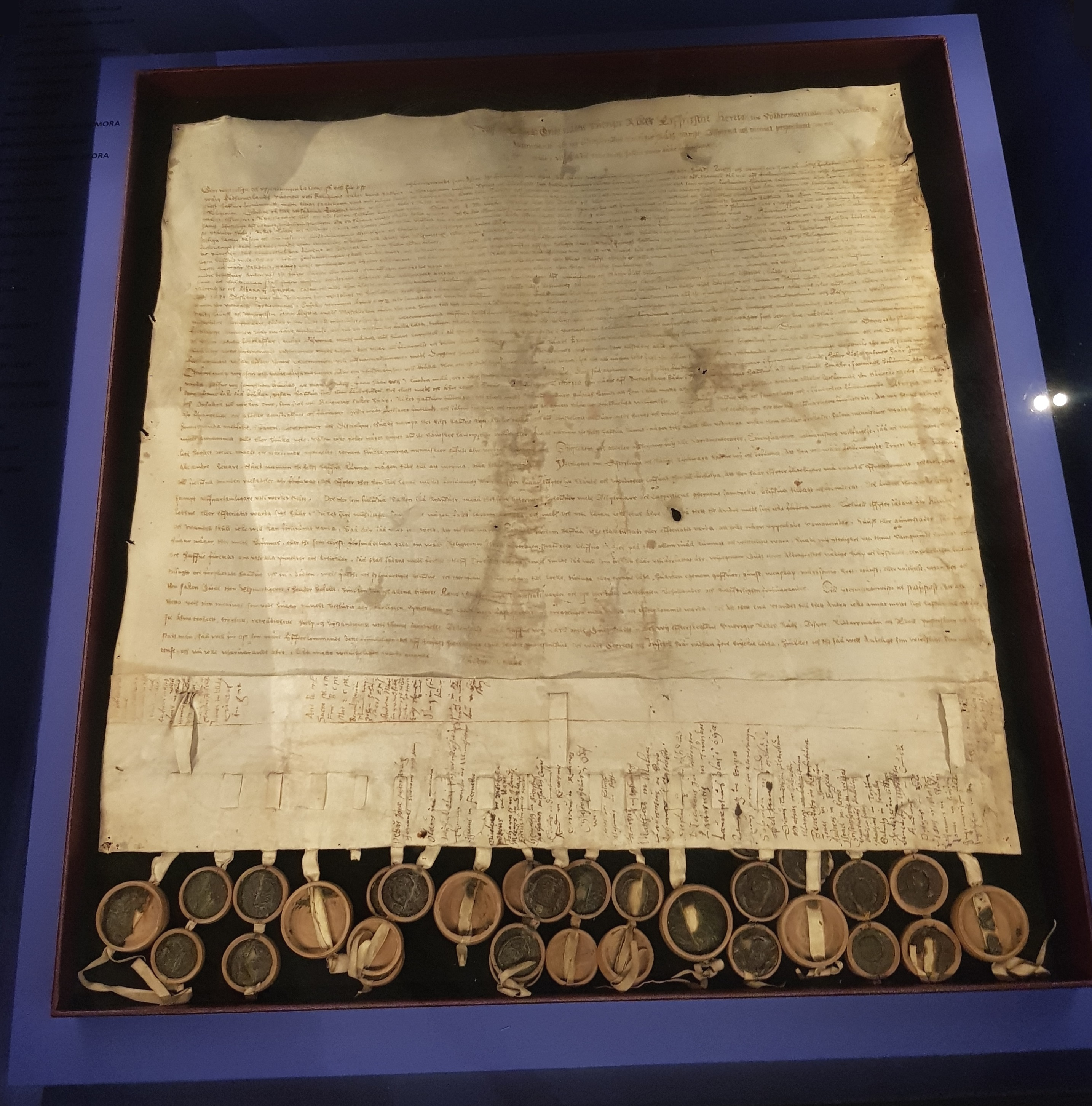
Ett dokument gällande Uppsala möte, som har underskrifter och sigill från en rad präster i Västerås stift.

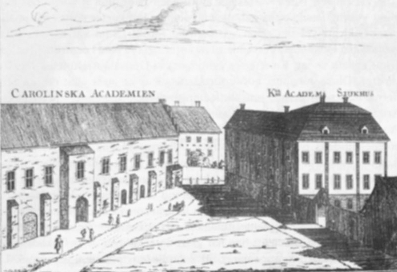
Uppsala möte avhölls i Academia Carolina.

Uppsala möte 1593 är Svenska kyrkans viktigaste kyrkomöte då det markerar det slutgiltiga brottet med den katolska kyrkan efter decennier av gradvisa förändringar i reformatorisk riktning. 
I enlighet med prästerskapets anhållan sammankallade hertig Karl de förnämsta och mest lärda av prästerskapet i riket, biskopar med kapitulares och prostarna samt några präster av vart härad att samlas i Uppsala den 25 februari 1593 för att förena sig
1. om lära och ceremonier,
2. om god ordning och disciplin samt
3. om nödiga biskopsval.

Med mötet och dess beslut brukar Svenska kyrkans sägas ha blivit en evangelisk-luthersk kyrka.

## Bakgrund

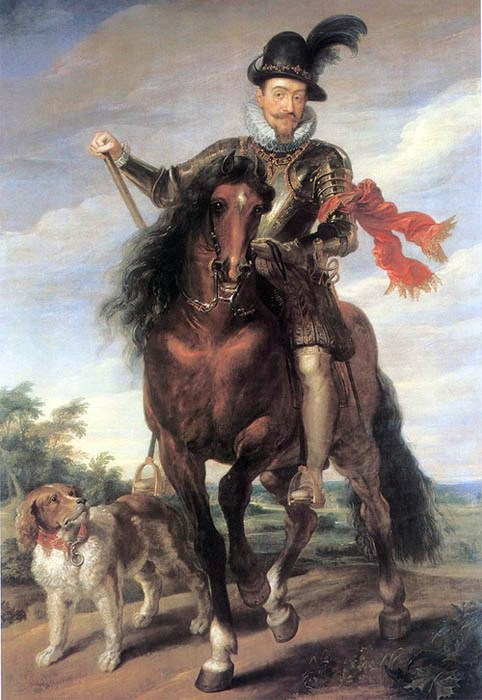
Ryttarporträtt av Sigismund, kung av Polen och Sverige utförd cirka 1624 i Peter Paul Rubens ateljé.

Då kyrkan sedan Gustav Vasa i all väsentlighet nu lydde under kungen fanns det formellt manöverutrymme för en svensk regent att avgöra kyrkans förhållande till påven och under Johan III skedde ett visst närmande till densamme. När Johan III avled och hans efterträdare blev den katolskt uppfostrade Sigismund (som även var kung i det katolska Polen) fruktade många av de protestantiskt renläriga prästerna att Sigismund skulle göra ytterligare närmanden mot Rom. Johan III:s Liturgia som sågs som det tydligaste uttrycket för kungens vilja att återinföra katolsk tro ogillades starkt av samma präster. 
Den protestantiskt övertygade hertig Karl lät därför sammankalla rådet, prästerskapet och adeln vid Johan III:s frånfälle för att definitivt förhindra att katolicismen skulle återinföras med Sigismund som regent. Hertig Karl hänvisade till att "de svenske borde uti trossaker själve se och döma och icke som de katolske överlämna sådant åt påvens smorde och rakade kreatur".

## Mötet
Till detta möte samlades fyra biskopar och mer än 300 andra präster. Mötet öppnades den 1 mars i Academia Carolina av rikskanslern Nils Göransson Gyllenstierna i närvaro av hertigen och rådet samt många av adeln och några köpstadsmän. Till ordförande utsågs dagen därpå professor Nicolaus Olai Bothniensis och Ericus Jacobi Skinnerus var sekreterare. I överläggningarna deltog endast rådsherrarna och prästerskapet. 
Redan den 5 mars hade man förenat sig om att erkänna den heliga skrift som det enda rättesnöret för människans tro, samt de tre symbola (apostoliska, nicenska och athanasianska) jämte den oförändrade augsburgska bekännelsen som sanna uttryck för skriftens läror. 
Efter att augsburgska bekännelsen antagits – på kvällen den 5 mars – frågade Strängnäsbiskopen Petrus Jonæ de församlade "om de godkände denna nu antagna bekännelse, och om de därvid ville stå fäste, även om det skulle behaga Gud, att de därför måste något lida". De närvarande förklarade att de var redo att våga liv och blod för detta beslut, och ordföranden hälsade beslutet med de bekanta orden: "Nu är Sverige blivet en man och alle have vi en Herre och Gud".
Därefter kom turen till Röda boken, Johan III:s liturgi. Deltagarna ansåg att den måste avskaffas innan Sigismund kom till makten, och boken beskrevs som "en port och ingång till all annan påvens gruvelige villfarelse". Biskoparna eller deras ombud från stiften trädde nu fram och bekände att de syndat mot Gud genom att anta denna katolska liturgi, och bad om förlåtelse för sitt handlande. Även andra mer ivriga anhängare av Röda boken kallades fram och tvingades göra liknande bekännelser. Flera präster från Småland, "som alle hade varit liturgiens synnerlige förfäktare, bekände sig hava illa handlat och önskade henne i helvetet", heter det i en äldre berättelse. Johans liturgi blev till slut "förbannad och kallad ett avskyvärt odjur".
När Röda boken blivit avskaffad behövdes en annan liturgisk handbok, och man återgick nu till den gamla kyrkohandboken från år 1529. Den var dock i behov av översikt. Den första punkt som man stannade inför var den om exorcismen eller den onde andens utdrivande ur det odöpta barnet. Läran om arvsynden hade nämligen förbundits med uppfattningen att det odöpta barnet var besatt av onda makter. Därför föreskrev dopformuläret att prästen före dopet skulle bjuda den onde anden att lämna barnet. Efter någon diskussion beslöts nu att själva exorcismen skulle bibehållas "efter en kristen frihet", men några ordalag i formuläret mildras. Så skulle maningsorden till den onde anden "Far här ut" ändras till "Vik här ifrån", "på det att de enfaldige sig däröver icke förskräcka skulle, menandes, att någon lekamlig besättelse därmed skall ment varda".
När en del av prästerskapet tillsammans med rådet kom upp till hertig Karl på slottet för att få hans samtycke till det som hade överenskommits stötte de dock på svårigheter. När hertigen fick höra de fattat beslut utan att rådfråga honom ska han ha blivit upprörd. Därpå gick han igenom beslutet punkt för punkt. Det mesta gillade han, men när han kom till punkten om exorcismen ska han ha blivit eld och lågor och förklarat att den präst i hans hertigdöme som vågade begagna sig av ritualen för djävulens besvärjande, skulle "bliva avdankad med eldgaffeln". Utgången blev en kompromiss: exorcismen skulle bibehållas, "dock så", hette det, "att man härmed icke fördömer de församlingar i främmande land eller höga personer här inrikes, som denne icke så bruka". Karl hade alltså rätt att inom sitt eget hertigdöme förbjuda djävulens utdrivande.

## Beslut
Johan III:s liturgi förkastades, och 1571 års kyrkoordning bekräftades. Mötet begärde ytterligare hertigens och rådets bifall till åtskilliga önskningar, som avsåg att trygga kyrkans självständighet: 
- Den blivande kungen (den katolske Sigismund) skulle bekräfta mötets beslut oförändrat vid sin kröning.[5]
- Främmande trosbekännare skulle inte kunna erhålla ämbeten i riket.
- Återöppnande av Uppsala universitet.
- Kungens kyrkliga roll skulle vara som beskyddare, custos ecclesiae.

Till grund för Svenska kyrkans lära förklarades och erkändes följande skrifter: 
- Bibeln, apostoliska, nicenska och athanasianska trosbekännelserna, vidare den oförändrade Augsburgska bekännelsen från 1530 och Laurentius Petris kyrkoordning från 1572.

Både den romerska katolicismen och diverse radikal protestantism avvisades:
- Mötet förkastade all ”Påweskes lärdom eller wilfarelser, ehwadh nampn the helst hafwe kunne… theslikest och aldeles afsäioms wij alle Sacramenterers[6], Zwinglianers och Calvinisters wilfarelser, så ock Wederdöpere och alle andre Kättere, ehwadh nampn the helst hafwe kunne”.

Luther åberopas inte någonstans i texten, och ordet ”evangelisk” förekommer bara en enda gång och då i förbigående. Ändå brukar det sägas att Svenska kyrkan med Uppsala mötes beslut blev en evangelisk-luthersk kyrka, då både romersk katolicism och kalvinism avvisats, och i synnerhet eftersom Konkordieboken under hela 1600-talet fungerade som en informell utläggning och förklaring av den svenska kyrkans evangeliska tro hos prästerskapet. Med 1686 års kyrkolag lades Konkordieboken uttryckligen till de andra bekännelseskrifterna. 
Den 15 mars företog mötet val av ärkebiskop, då de flesta rösterna tillföll Abrahamus Andreae Angermannus. Mötesbeslutet godkändes av hertigen. Den 20 mars undertecknade hertig Karl, rådet, biskoparna och meniga prästerskapet protokollet med namn och sigill. Efter mötet undertecknades dess beslut ytterligare i landsorterna av medlemmar av alla stånd och beseglades på de olika menigheternas vägnar.
Originaldokumentet av protokollet är skrivet på pergament, och förvaras i Riksarkivet i ett silverskrin, som gjordes till jubelfesten 1693.

## Följdverkningar
Uppsala möte betecknar den lutherska reformationens slutliga stadfästande och konsolidering. Det är av fundamental betydelse för Svenska kyrkans historia och bygge, och är i såväl kyrkligt som nationellt hänseende en av de viktigaste tilldragelserna i svensk historia.
Mötet betecknar också att Sveriges brytning med Rom nu helt var genomförd.

## Jubileumsfiranden
Under Karl XI firades 1693 hundraårsminnet därav under stor tillslutning i hela landet. Vid jubelfesten 1793 var delegater ur prästerskapet samlade i Uppsala, där också praktiska reformfrågor rörande kyrkohandbok, bibelöversättning med mera behandlades, om än med magert resultat. År 1893 gestaltade sig jubelfesten under ärkebiskop Anton Niklas Sundbergs ledning och med representanter från de lutherska systerkyrkorna närvarande till en gripande kyrklig högtidlighet. År 1993 firades 400-årsminnet av Uppsala möte.

## Läroformuleringarna i Uppsala mötes beslut
Läroformuleringarna i Uppsala mötes beslut år 1593 lyder som följer:
Först att vi alle vidh Gudz rene och saliggörende ord, hvilket i the helige propheters, evangelisters och apostlars skrifvelser författadt är, samholleligen blifve vele och att i våre församblingar skall lärdt, trodt och bekändt varda, att then helga skrift af then helga anda sitt ursprung hafver och inneholler fulkomligen alt thett, som then christelige lärdom om Gudh then alzvåldigeste och vår salighet, sampt gode gärninger och dygder tillkommer, och är en grund och stödh till en rätt Christen tro och ett rättesnöre till att döma, åtskillia och förekomma all tvist uthi religionen och ingen förklaring af andre behöfves, anten af the helige fäder eller andre, som af egen godhtycke någodt ther tillsatt hafva, thett icke är medh then helge schrift, eho the och helst vare kunne, alldenstund ingen menniskia efterlatidt är att tyde Gudz ordh efter eget sinne, och theruthinnen skall ingen persons anseende, höghet eller authoritet achtet eller gilledt varda, uthan then helga schrift allene, som förbe:t är.
Thernäst bejake och vederkännes vi oss alldeles vele holle vidh the Apostoliske, Niceniske och Athanasii symbola, såsom och vidh then äldste, rätte och oförrandrede Ausburgiske confession, hvilken som af chur-, furster och städer blef öfverantvardet käijser Carl then fempte på then store rikesdagh i Ausburg år efter Christi börd 1530; thesslikest vidh then religion, som uthi saligh och höglofligh hos Gudi i åminnelse konung Gustaffs sidzste regementz och saligh erchiebiscop Lars Petri Nericiani then äldres lifstidh både i lärdom och kyrkesäder här i riket hollidt och igenom then präntede kyrkoordning i trycket uthgången anno 72 är samptyckt och bejaket blifven. 

## Moderna utgåvor av Uppsala mötes beslut
- "Uppsala mötes beslut" i Svenska kyrkans bekännelseskrifter utg. av Samfundet Pro Fide et Christianismo, 6 uppl. 2005, s. 703–710.
- Confessio Fidei. Uppsala mötes beslut 1593 om Svenska kyrkans bekännelse. Utg. av Lars Eckerdal och Per Erik Persson, 1993, s. 7-15.
- "Concilium Upsaliense 1593" edidit Oloph Bexell i Corpus Christianorum. Conciliorum Oecumenicorum Generaliumque Decreta. Editio critica. VI/1/2. Synods of the Churches of and after the Reformation. The Dawn of the Reformation (16th–17th Centuries). Curantibus O. Bexell et al. Edidit A. Melloni, 2023, s. 916–927.

## Bekännelseskrifter– i Sverige efter Uppsala  mötet
Från Uppsala möte år 1593 till 1686 års kyrkolag gällde alltså följande bekännelseskrifter i den svenska kyrkan:
- Bibeln
- Apostoliska trosbekännelsen
- Nicaenska trosbekännelsen
- Athanasianska trosbekännelsen
- Augsburgska bekännelsen från år 1530
- Laurentius Petris kyrkoordning från år 1572